# American Biographical Institute
Das American Biographical Institute mit Sitz in Raleigh, North Carolina, ist ein 1967 gegründetes US-amerikanisches Unternehmen, das biografische Nachschlagewerke (Personenlexika) publiziert.

## Biografische Nachschlagewerke
Um an Informationen über relevante Personen zu gelangen, wird laut Unternehmen ein eigener „Recherchedienst“ unterhalten. Die Einträge an sich beruhen laut Unternehmensangaben jedoch ausschließlich auf durch die verzeichneten Personen selbst gelieferten und von diesen genehmigten Informationen. Sie können nach Angaben des Unternehmens nicht erkauft werden, sondern werden nur aufgrund der persönlichen Leistungen und Verdienste vorgenommen. Allerdings wird für einen Eintrag in die Nachschlagewerke der zweiten Kategorie eine Gebühr für die Aufwendungen verlangt, ähnlich wie bei Selbstkostenverlagen. Der Eintrag in die Titel der ersten Kategorie ist kostenfrei.
1.) Eigenproduktionen des ABI sind:
- Leading Intellectuals of the World
- Great Minds of the 21st Century
- Contemporary Who’s Who of Professionals
- Great Women of the 21st Century
- World Book of Knowledge

2.) Darüber hinaus werden weitere Werke publiziert:
- Two Thousand Notable American Men
- Two Thousand Notable American Women
- International Directory of Distinguished Leadership
- Five Thousand Personalities of the World
- Five Hundred Leaders of Influence
- International Who’s Who of Professional and Business Women